# Liga Narodów w Piłce Siatkowej Mężczyzn 2021 (składy)
Artykuł grupuje składy wszystkich reprezentacji narodowych w piłce siatkowej, które wystąpiły w Lidze Narodów 2021.
- Wiek na dzień 28 maja 2021 roku.
- Przynależność klubowa na koniec sezonu 2020/2021.
- Zawodnicy oznaczeni symbolem  to kapitanowie reprezentacji.
- Legenda:
Nr – numer zawodnika
A – atakujący
L – libero
P – przyjmujący
R – rozgrywający
Ś – środkowy

## Argentyna
Trener: Marcelo Méndez
Asystent: 
| Nr | Imię i nazwisko      | Data urodzenia (wiek) | Wzrost (cm) | Klub                     | Pozycja |
| -- | -------------------- | --------------------- | ----------- | ------------------------ | ------- |
| 1  | Matías Sánchez       | 20.09.1996 (24)       | 173         | Tourcoing LM             | R       |
| 2  | Federico Pereyra     | 19.06.1988 (32)       | 200         | Al Ahly Tripoli SC       | A       |
| 3  | Jan Martínez Franchi | 28.08.1998 (22)       | 190         | Greenyard Maaseik        | P       |
| 5  | Nicolás Uriarte      | 21.03.1990 (31)       | 192         | Narbonne Volley          | R       |
| 6  | Cristian Poglajen    | 14.07.1989 (31)       | 195         | Afyon Belediye Yüntaş    | P       |
| 7  | Facundo Conte        | 25.08.1989 (31)       | 198         | Sada Cruzeiro            | P       |
| 8  | Agustín Loser        | 12.10.1997 (23)       | 198         | Tourcoing LM             | Ś       |
| 9  | Santiago Danani      | 12.12.1995 (25)       | 176         | Kioene Padwa             | L       |
| 10 | Nicolás Lazo         | 16.04.1995 (26)       | 192         | Minas Tênis Clube        | P       |
| 11 | Sebastián Solé       | 12.06.1991 (29)       | 202         | Sir Safety Conad Perugia | Ś       |
| 12 | Bruno Lima           | 04.02.1996 (25)       | 198         | Afyon Belediye Yüntaş    | A       |
| 13 | Ezequiel Palacios    | 02.10.1992 (28)       | 200         | Montpellier UC           | P       |
| 14 | Pablo Crer           | 12.06.1989 (31)       | 205         | Trefl Gdańsk             | Ś       |
| 15 | Luciano De Cecco     | 02.06.1988 (32)       | 194         | Cucine Lube Civitanova   | R       |
| 16 | Luciano Palonsky     | 08.07.1999 (21)       | 198         | Tourcoing LM             | P       |
| 17 | Nicolás Méndez       | 02.11.1992 (28)       | 191         | Montpellier UC           | P       |
| 18 | Martín Ramos         | 26.08.1991 (29)       | 197         | Narbonne Volley          | Ś       |
| 19 | Franco Massimino     | 23.05.1988 (33)       | 177         | Chaumont VB 52           | L       |

## Australia
Trener: Marcos Miranda
Asystent: 
| Nr | Imię i nazwisko        | Data urodzenia (wiek) | Wzrost (cm) | Klub                      | Pozycja |
| -- | ---------------------- | --------------------- | ----------- | ------------------------- | ------- |
| 1  | Beau Graham            | 17.04.1994 (27)       | 202         | GFC Ajaccio VB            | Ś       |
| 2  | Arshdeep Dosanjh       | 30.07.1996 (24)       | 205         | Qatar SC                  | R       |
| 3  | Steven Macdonald       | 26.06.1997 (23)       | 207         | Queensland Pirates        | Ś       |
| 7  | James Weir             | 20.07.1995 (25)       | 204         | Netzhoppers KW-Bestensee  | Ś       |
| 8  | Trent O’Dea            | 11.05.1994 (27)       | 201         | Raision Loimu             | Ś       |
| 11 | Luke Perry             | 20.11.1995 (25)       | 180         | Tours VB                  | L       |
| 12 | Nehemiah Mote          | 21.06.1993 (27)       | 204         | VfB Friedrichshafen       | Ś       |
| 15 | Luke Smith             | 30.08.1990 (30)       | 204         | VK Lvi Praha              | P       |
| 16 | Thomas Douglas-Powell  | 16.09.1992 (28)       | 194         | Abiant Lycurgus Groningen | P       |
| 21 | Nicholas Butler        | 27.06.1997 (23)       | 198         | Tourcoing LM              | R       |
| 27 | Max Senica             | 19.08.1999 (21)       | 191         | Nordenskov UIF            | P       |
| 28 | Tim Taylor             | 13.02.1995 (26)       | 195         | VBC Lutry-Lavaux          | P       |
| 29 | Ethan Garrett          | 01.02.2001 (20)       | 195         | Dunaferr SE               | P       |
| 31 | Matthew Aubrey         | 18.08.1997 (23)       | 207         | Floby VK                  | A       |
| 32 | Oluwatobi Elliot Azeez | 30.04.1999 (22)       | 207         | Mount Olive College       | P       |
| 33 | Sam Flowerday          | 30.05.2002 (19)       | 191         | Canberra Heat             | P       |
| 34 | Billy Greber           | 17.01.2003 (18)       | 183         | Canberra Heat             | L       |

## Brazylia
Trener: Carlos Schwanke
Asystent: 
| Nr | Imię i nazwisko              | Data urodzenia (wiek) | Wzrost (cm) | Klub                       | Pozycja |
| -- | ---------------------------- | --------------------- | ----------- | -------------------------- | ------- |
| 1  | Bruno Rezende                | 02.07.1986 (34)       | 190         | Funvic/Taubaté             | R       |
| 5  | Maurício Borges Silva        | 04.02.1989 (32)       | 199         | Funvic/Taubaté             | P       |
| 6  | Fernando Kreling             | 13.01.1996 (25)       | 185         | Sada Cruzeiro              | R       |
| 8  | Wallace de Souza             | 26.06.1987 (33)       | 198         | Spor Toto                  | A       |
| 9  | Joandry Leal                 | 31.08.1988 (32)       | 202         | Cucine Lube Civitanova     | P       |
| 10 | Matheus Bispo dos Santos     | 23.04.1996 (25)       | 209         | Minas Tênis Clube          | Ś       |
| 11 | Gabriel Vaccari Kavalkievicz | 25.12.1996 (24)       | 191         | Tourcoing LM               | P       |
| 12 | Isac Santos                  | 13.12.1990 (30)       | 208         | Sada Cruzeiro              | Ś       |
| 13 | Maurício Souza               | 29.09.1988 (32)       | 209         | Funvic/Taubaté             | Ś       |
| 14 | Douglas Souza da Silva       | 20.08.1995 (25)       | 199         | Funvic/Taubaté             | P       |
| 15 | Maique Reis Nascimento       | 16.01.1997 (24)       | 187         | Minas Tênis Clube          | L       |
| 16 | Lucas Saatkamp               | 06.03.1986 (35)       | 209         | Funvic/Taubaté             | Ś       |
| 17 | Thales Hoss                  | 27.04.1989 (32)       | 190         | Funvic/Taubaté             | L       |
| 18 | Ricardo Lucarelli            | 14.02.1992 (29)       | 196         | Itas Trentino              | P       |
| 19 | Felipe Moreira Roque         | 19.05.1997 (24)       | 212         | Funvic/Taubaté             | A       |
| 21 | Alan Souza                   | 21.03.1994 (27)       | 202         | Sada Cruzeiro              | A       |
| 23 | Flávio Gualberto             | 22.04.1993 (28)       | 200         | Aluron Virtu CMC Zawiercie | Ś       |

## Bułgaria
Trener: Silvano Prandi
Asystent:
| Nr | Imię i nazwisko     | Data urodzenia (wiek) | Wzrost (cm) | Klub                           | Pozycja |
| -- | ------------------- | --------------------- | ----------- | ------------------------------ | ------- |
| 1  | Denis Karjagin      | 28.09.2002 (18)       | 202         | Neftochimik Burgas             | P       |
| 2  | Stefan Czawdarow    | 26.07.1995 (25)       | 205         | SKV Montana                    | Ś       |
| 3  | Nikołaj Kolew       | 16.12.1997 (23)       | 204         | Neftochimik Burgas             | Ś       |
| 4  | Martin Atanasow     | 27.09.1996 (24)       | 200         | Ziraat Bankası Ankara          | P       |
| 6  | Władimir Stankow    | 09.08.1996 (24)       | 186         | Lewski Sofia                   | R       |
| 9  | Georgi Seganow      | 10.06.1993 (27)       | 198         | Top Volley Cisterna            | R       |
| 10 | Swietosław Stankow  | 06.08.1996 (24)       | 194         | Marek Junion-Iwkoni Dupnica    | R       |
| 11 | Aleks Grozdanow     | 28.03.1998 (23)       | 208         | Consar Rawenna                 | Ś       |
| 12 | Georgi Pietrow      | 18.08.1999 (21)       | 197         | Chaumont VB 52                 | P       |
| 14 | Asparuch Asparuchow | 28.07.2000 (20)       | 200         | NBV Werona                     | P       |
| 15 | Gordan Liutskanow   | 11.04.1997 (24)       | 196         |                                | A       |
| 16 | Władisław Iwanow    | 14.03.1987 (34)       | 188         | Lewski Sofia                   | L       |
| 19 | Cwetan Sokołow      | 31.12.1989 (31)       | 206         | Dinamo Moskwa                  | A       |
| 22 | Nikołaj Kyrtew      | 20.09.1995 (25)       | 202         | Chebyr Pazardżik               | Ś       |
| 24 | Martin Iwanow       | 12.07.1997 (23)       | 184         | Beroe 2016                     | L       |
| 25 | Radosław Parapunow  | 19.06.1997 (23)       | 205         | University of Hawaiʻi at Mānoa | A       |
| 26 | Swietosław Iwanow   | 10.07.2000 (20)       | 194         | Marek Junion-Iwkoni Dupnica    | P       |

## Francja
Trener: Laurent Tillie
Asystent:
| Nr | Imię i nazwisko       | Data urodzenia (wiek) | Wzrost (cm) | Klub                                 | Pozycja |
| -- | --------------------- | --------------------- | ----------- | ------------------------------------ | ------- |
| 1  | Barthélémy Chinenyeze | 28.02.1998 (23)       | 202         | Tonno Callipo Calabria Vibo Valentia | Ś       |
| 2  | Jenia Grebennikov     | 13.08.1990 (30)       | 188         | Leo Shoes Modena                     | L       |
| 4  | Jean Patry            | 27.12.1996 (24)       | 207         | Allianz Milano                       | A       |
| 6  | Benjamin Toniutti     | 30.10.1989 (31)       | 183         | Grupa Azoty ZAKSA Kędzierzyn-Koźle   | R       |
| 7  | Kevin Tillie          | 02.11.1990 (30)       | 198         | Top Volley Cisterna                  | P       |
| 8  | Julien Lyneel         | 15.04.1990 (31)       | 192         | Tonno Callipo Calabria Vibo Valentia | P       |
| 9  | Earvin N'Gapeth       | 12.02.1991 (30)       | 194         | Zenit Kazań                          | P       |
| 11 | Antoine Brizard       | 22.05.1994 (27)       | 196         | Zenit Petersburg                     | R       |
| 12 | Stéphen Boyer         | 10.04.1996 (25)       | 196         | Ar-Rajjan SC                         | A       |
| 14 | Nicolas Le Goff       | 15.02.1992 (29)       | 203         | Montpellier UC                       | Ś       |
| 16 | Daryl Bultor          | 17.11.1995 (25)       | 197         | Tourcoing Lille Métropole            | Ś       |
| 17 | Trévor Clévenot       | 28.06.1994 (26)       | 198         | Gas Sales Bluenergy Piacenza         | P       |
| 18 | Thibault Rossard      | 28.08.1993 (27)       | 193         | Tonno Callipo Calabria Vibo Valentia | P       |
| 19 | Yacine Louati         | 04.03.1992 (29)       | 198         | Jastrzębski Węgiel                   | P       |
| 20 | Benjamin Diez         | 04.04.1998 (23)       | 183         | Chênois Genève VB                    | L       |
| 21 | Théo Faure            | 12.10.1999 (21)       | 196         | Spacer's de Toulouse                 | A       |
| 23 | Léo Meyer             | 25.01.1997 (24)       | 197         | Nantes Rezé Métropole                | R       |
| 24 | Moussé Gueye          | 11.11.1996 (24)       | 198         | Narbonne Volley                      | Ś       |

## Holandia
Trener: Roberto Piazza
Asystent:
| Nr | Imię i nazwisko   | Data urodzenia (wiek) | Wzrost (cm) | Klub                     | Pozycja |
| -- | ----------------- | --------------------- | ----------- | ------------------------ | ------- |
| 2  | Wessel Keemink    | 29.05.1993 (28)       | 200         | VK ČEZ Karlovarsko       | R       |
| 4  | Thijs ter Horst   | 18.09.1991 (29)       | 205         | Sir Safety Conad Perugia | P       |
| 5  | Luuc van der Ent  | 27.07.1997 (23)       | 208         | WWK Volleys Herrsching   | Ś       |
| 6  | Just Dronkers     | 07.06.1993 (27)       | 197         | VC Greenyard Maaseik     | L       |
| 7  | Gijs Jorna        | 30.05.1989 (32)       | 197         | Spacer's de Toulouse     | P       |
| 8  | Fabian Plak       | 23.07.1997 (23)       | 197         | Grand Nancy Volley-Ball  | Ś       |
| 10 | Maikel van Zeist  | 16.09.1994 (26)       | 200         | Draisma Dynamo           | Ś       |
| 12 | Bennie Tuinstra   | 12.09.2000 (20)       | 195         | Amysoft Lycurgus         | P       |
| 13 | Steven Ottevanger | 07.01.1995 (26)       | 182         | Amysoft Lycurgus         | L       |
| 14 | Nimir Abdel-Aziz  | 05.02.1992 (29)       | 201         | Itas Trentino            | A       |
| 15 | Gijs van Solkema  | 21.05.1998 (23)       | 193         | SVG Lüneburg             | R       |
| 17 | Michael Parkinson | 23.11.1993 (27)       | 203         | Spacer's de Toulouse     | Ś       |
| 18 | Robbert Andringa  | 28.04.1990 (31)       | 192         | Indykpol AZS Olsztyn     | L       |
| 19 | Freek de Weijer   | 30.10.1995 (25)       | 190         | Draisma Dynamo           | R       |
| 21 | Stijn van Schie   | 19.02.1995 (26)       | 203         | Knack Volley Roeselare   | P       |
| 22 | Twan Wiltenburg   | 20.01.1997 (24)       | 205         | Lindemans Aalst          | Ś       |
| 25 | Stijn van Tilburg | 07.04.1996 (25)       | 203         | Helios Grizzlies Giesen  | P       |

## Iran
Trener: Władimir Alekno
Asystent: Tomaso Totolo
| Nr | Imię i nazwisko                   | Data urodzenia (wiek) | Wzrost (cm) | Klub                          | Pozycja |
| -- | --------------------------------- | --------------------- | ----------- | ----------------------------- | ------- |
| 2  | Milad Ebadipour                   | 17.10.1993 (27)       | 196         | PGE Skra Bełchatów            | P       |
| 3  | Reza Abedini                      | 19.05.1991 (30)       | 203         | Szahdab Jazd                  | Ś       |
| 4  | Sa’id Maruf                       | 09.10.1985 (35)       | 189         | Beijing BAIC Motors           | R       |
| 6  | Mohammad Musawi                   | 22.08.1987 (33)       | 203         | Gas Sales Bluenergy Piacenza  | Ś       |
| 7  | Purija Fajjazi                    | 12.01.1993 (28)       | 194         | Szahrdari Urmia               | P       |
| 8  | Mohammadreza Hazratpourtalatappeh | 31.03.1999 (22)       | 187         | Szahrdari Urmia               | LP      |
| 9  | Masoud Gholami                    | 02.04.1991 (30)       | 204         | Szahrdari Urmia               | Ś       |
| 10 | Amir Ghafour                      | 06.06.1991 (30)       | 202         | Bursa Büyükşehir Belediyespor | P       |
| 11 | Saber Kazemi                      | 24.12.1998 (22)       | 205         |                               | A       |
| 12 | Morteza Szarifi                   | 27.05.1999 (22)       | 193         | Haliliye Belediyespor         | P       |
| 15 | Aljasghar Modżarad                | 30.10.1997 (23)       | 205         |                               | Ś       |
| 16 | Ali Szafi’i                       | 21.09.1991 (29)       | 198         | Saipa Alborz                  | Ś       |
| 17 | Mejsam Salehi                     | 17.11.1998 (22)       | 198         | Szahrdari Urmia               | P       |
| 18 | Mohammad Taher Vadi               | 10.10.1989 (31)       | 193         | Szahrdari Urmia               | R       |
| 21 | Arman Salehi                      | 29.10.1992 (28)       | 180         | Szahrdari Gonbad              | L       |
| 22 | Amirhosejn Esfandijar             | 24.01.1999 (22)       | 209         | VC Greenyard Maaseik          | P       |
| 23 | Bardija Saadat                    | 12.02.2002 (19)       | 205         | OK Niš                        | A       |

## Japonia
Trener: Yuichi Nakagaichi

Asystent: Philippe Blain
| Nr | Imię i nazwisko   | Data urodzenia (wiek) | Wzrost (cm) | Klub                            | Pozycja |
| -- | ----------------- | --------------------- | ----------- | ------------------------------- | ------- |
| 1  | Kunihiro Shimizu  | 11.08.1986 (34)       | 193         | Panasonic Panthers              | A       |
| 2  | Taishi Onodera    | 27.02.1996 (25)       | 201         | JT Thunders                     | Ś       |
| 3  | Naonobu Fujii     | 05.02.1992 (29)       | 183         | Torray Arrows                   | R       |
| 4  | Issei Ōtake       | 03.12.1995 (25)       | 200         | Panasonic Panthers              | A       |
| 5  | Tatsuya Fukuzawa  | 01.07.1986 (34)       | 190         | Paris Volley                    | P       |
| 6  | Akihiro Yamauchi  | 30.11.1993 (27)       | 204         | Panasonic Panthers              | Ś       |
| 11 | Yūji Nishida      | 30.01.2000 (21)       | 186         | JTEKT Stings                    | A       |
| 12 | Masahiro Sekita   | 20.11.1993 (27)       | 175         | Osaka Blazers Sakai             | R       |
| 13 | Masaki Oya        | 23.04.1995 (26)       | 177         | Suntory Sunbirds                | R       |
| 14 | Yūki Ishikawa     | 11.12.1995 (25)       | 191         | Allianz Milano                  | P       |
| 15 | Haku Ri           | 27.12.1990 (30)       | 194         | Torray Arrows                   | Ś       |
| 16 | Kentaro Takahashi | 08.02.1995 (26)       | 201         | Torray Arrows                   | Ś       |
| 17 | Kenta Takanashi   | 25.03.1997 (24)       | 190         | Wolf Dogs Nagoya                | P       |
| 19 | Tatsunori Otsuka  | 11.05.2000 (21)       | 194         | Waseda University               | P/A     |
| 20 | Tomohiro Yamamoto | 05.11.1994 (26)       | 171         | Osaka Blazers Sakai             | L       |
| 21 | Ran Takahashi     | 02.09.2001 (19)       | 188         | Nippon Sport Science University | P       |
| 24 | Tomohiro Ogawa    | 04.07.1996 (24)       | 175         | Wolf Dogs Nagoya                | L       |

## Kanada
Trener: Glenn Hoag
Asystent: Dan Lewis
| Nr | Imię i nazwisko         | Data urodzenia (wiek) | Wzrost (cm) | Klub                     | Pozycja |
| -- | ----------------------- | --------------------- | ----------- | ------------------------ | ------- |
| 1  | Tyler Sanders           | 14.12.1991 (29)       | 191         | bez klubu                | R       |
| 2  | John Gordon Perrin      | 17.08.1989 (31)       | 201         | Ural Ufa                 | P       |
| 3  | Steven Marshall         | 23.11.1989 (31)       | 193         | Chaumont VB 52           | P       |
| 4  | Nicholas Hoag           | 19.08.1992 (28)       | 200         | Fenerbahçe SK            | P       |
| 6  | Jordan Pereira          | 21.06.1998 (22)       | 183         | bez klubu                | L       |
| 7  | Stephen Timothy Maar    | 06.12.1994 (26)       | 201         | Allianz Milano           | P       |
| 8  | Jay Blankenau           | 27.09.1989 (31)       | 194         | Arkas Spor Izmir         | R       |
| 10 | Ryan Joseph Sclater     | 10.02.1994 (27)       | 200         | Montpellier UC           | A       |
| 11 | Daniel Jansen Van Doorn | 21.03.1990 (31)       | 208         | Knack Volley Roeselare   | Ś       |
| 12 | Lucas Van Berkel        | 29.11.1991 (29)       | 208         | Evivo Düren              | Ś       |
| 13 | Sharone Vernon-Evans    | 28.08.1998 (22)       | 202         | Sir Safety Conad Perugia | A       |
| 14 | Eric Loeppky            | 01.08.1998 (22)       | 197         | Consar Rawenna           | P       |
| 17 | Graham Vigrass          | 17.06.1989 (31)       | 205         | Fenerbahçe SK            | Ś       |
| 19 | Blair Cameron Bann      | 26.02.1988 (33)       | 184         | Evivo Düren              | L       |
| 20 | Arthur Szwarc           | 30.03.1995 (26)       | 207         | Top Volley Cisterna      | Ś       |
| 21 | Brett James Walsh       | 19.02.1994 (27)       | 195         | Halkbank Ankara          | R       |
| 23 | Danny Demyamenko        | 13.07.1994 (26)       | 196         | Montpellier UC           | Ś       |

## Niemcy
Trener: Andrea Giani
Asystent:
| Nr | Imię i nazwisko    | Data urodzenia (wiek) | Wzrost (cm) | Klub                     | Pozycja |
| -- | ------------------ | --------------------- | ----------- | ------------------------ | ------- |
| 1  | Christian Fromm    | 15.08.1990 (30)       | 204         | Olympiakos Pireus        | P       |
| 3  | Ruben Schott       | 08.07.1994 (26)       | 192         | Indykpol AZS Olsztyn     | P       |
| 5  | Moritz Reichert    | 15.03.1995 (26)       | 195         | Trefl Gdańsk             | P       |
| 6  | Denis Kaliberda    | 24.06.1990 (30)       | 193         | Berlin Recycling Volleys | P       |
| 7  | David Sossenheimer | 21.06.1996 (24)       | 193         | Sir Safety Conad Perugia | P       |
| 8  | Marcus Böhme       | 25.08.1985 (35)       | 211         | VfB Friedrichshafen      | Ś       |
| 10 | Julian Zenger      | 26.08.1997 (23)       | 190         | Berlin Recycling Volleys | L       |
| 13 | Simon Hirsch       | 03.04.1992 (29)       | 205         | Narbonne Volley          | A       |
| 15 | Noah Baxpöhler     | 13.08.1993 (27)       | 208         | United Volleys Frankfurt | Ś       |
| 16 | Eric Burggräf      | 03.03.1999 (22)       | 184         | SWD Powervolleys Düren   | R       |
| 17 | Jan Zimmermann     | 12.02.1993 (28)       | 190         | Sir Safety Conad Perugia | R       |
| 18 | Florian Krage      | 11.01.1997 (24)       | 204         | SVG Lüneburg             | Ś       |
| 19 | Erik Röhrs         | 24.04.2001 (20)       | 194         | United Volleys Frankfurt | P       |
| 20 | Linus Weber        | 01.11.1999 (21)       | 200         | VfB Friedrichshafen      | A       |
| 21 | Tobias Krick       | 22.10.1998 (22)       | 211         | Top Volley Cisterna      | Ś       |
| 25 | Lukas Maase        | 28.08.1998 (22)       | 212         | VfB Friedrichshafen      | A       |

## Polska
Trener: Vital Heynen
Asystent: Sebastian Pawlik
| Nr | Imię i nazwisko   | Data urodzenia (wiek) | Wzrost (cm) | Klub                               | Pozycja |
| -- | ----------------- | --------------------- | ----------- | ---------------------------------- | ------- |
| 1  | Piotr Nowakowski  | 18.12.1987 (33)       | 205         | Verva Warszawa Orlen Paliwa        | Ś       |
| 2  | Maciej Muzaj      | 21.05.1994 (27)       | 208         | Sir Safety Conad Perugia           | A       |
| 5  | Łukasz Kaczmarek  | 29.06.1994 (26)       | 204         | Grupa Azoty ZAKSA Kędzierzyn-Koźle | A       |
| 6  | Bartosz Kurek     | 29.08.1988 (32)       | 205         | Wolf Dogs Nagoya                   | A       |
| 9  | Wilfredo León     | 31.07.1993 (27)       | 201         | Sir Safety Conad Perugia           | P       |
| 10 | Damian Wojtaszek  | 07.09.1988 (32)       | 180         | Verva Warszawa Orlen Paliwa        | L       |
| 11 | Fabian Drzyzga    | 03.01.1990 (31)       | 196         | Asseco Resovia Rzeszów             | R       |
| 12 | Grzegorz Łomacz   | 01.10.1987 (33)       | 187         | PGE Skra Bełchatów                 | R       |
| 13 | Michał Kubiak     | 23.02.1988 (33)       | 191         | Panasonic Panthers                 | P       |
| 14 | Aleksander Śliwka | 24.05.1995 (26)       | 196         | Grupa Azoty ZAKSA Kędzierzyn-Koźle | P       |
| 15 | Jakub Kochanowski | 17.07.1997 (23)       | 199         | Grupa Azoty ZAKSA Kędzierzyn-Koźle | Ś       |
| 16 | Kamil Semeniuk    | 16.07.1996 (24)       | 194         | Grupa Azoty ZAKSA Kędzierzyn-Koźle | P       |
| 17 | Paweł Zatorski    | 21.06.1990 (30)       | 184         | Grupa Azoty ZAKSA Kędzierzyn-Koźle | L       |
| 19 | Marcin Janusz     | 31.07.1994 (26)       | 195         | Trefl Gdańsk                       | R       |
| 20 | Mateusz Bieniek   | 05.04.1994 (27)       | 210         | PGE Skra Bełchatów                 | Ś       |
| 21 | Tomasz Fornal     | 31.07.1997 (23)       | 200         | Jastrzębski Węgiel                 | P       |
| 22 | Bartosz Bednorz   | 25.07.1994 (26)       | 201         | Zenit Kazań                        | P       |
| 77 | Karol Kłos        | 08.08.1989 (31)       | 201         | PGE Skra Bełchatów                 | Ś       |
| 99 | Norbert Huber     | 14.08.1998 (22)       | 207         | PGE Skra Bełchatów                 | Ś       |

## Rosja
Trener: Tuomas Sammelvuo
Asystent: Igor Szulepow
| Nr | Imię i nazwisko     | Data urodzenia (wiek) | Wzrost (cm) | Klub                  | Pozycja |
| -- | ------------------- | --------------------- | ----------- | --------------------- | ------- |
| 1  | Jarosław Podlesnych | 03.09.1994 (26)       | 198         | Dinamo Moskwa         | P       |
| 2  | Ilja Własow         | 03.08.1995 (25)       | 212         | Dinamo Moskwa         | Ś       |
| 4  | Artiom Wolwicz      | 22.01.1990 (31)       | 212         | Zenit Kazań           | Ś       |
| 5  | Anton Siomyszew     | 22.08.1997 (23)       | 201         | Dinamo Moskwa         | P       |
| 6  | Jewgienij Baranow   | 30.06.1995 (25)       | 183         | Dinamo Moskwa         | L       |
| 7  | Dmitrij Wołkow      | 25.05.1995 (26)       | 201         | Fakieł Nowy Urengoj   | P       |
| 10 | Dienis Bogdan       | 13.10.1996 (24)       | 200         | Fakieł Nowy Urengoj   | P       |
| 11 | Pawieł Pankow       | 14.08.1995 (25)       | 198         | Dinamo Moskwa         | R       |
| 13 | Dmitrij Muserski    | 29.10.1988 (32)       | 218         | Suntory Sunbirds      | Ś       |
| 15 | Wiktor Poletajew    | 27.07.1995 (25)       | 197         | Zenit Petersburg      | P       |
| 17 | Maksim Michajłow    | 19.03.1988 (33)       | 204         | Zenit Kazań           | P       |
| 18 | Jegor Kluka         | 15.06.1995 (25)       | 208         | Zenit Petersburg      | P       |
| 20 | Iljas Kurkajew      | 18.01.1994 (27)       | 208         | Lokomotiw Nowosybirsk | Ś       |
| 24 | Igor Kobzar         | 13.04.1991 (30)       | 196         | Kuzbass Kemerowo      | R       |
| 27 | Walentin Gołubiew   | 03.05.1992 (29)       | 186         | Zenit Kazań           | L       |

## Serbia
Trener: Slobodan Kovač
Asystent: 
| Nr | Imię i nazwisko         | Data urodzenia  | Wzrost (cm) | Klub                     | Pozycja |
| -- | ----------------------- | --------------- | ----------- | ------------------------ | ------- |
| 2  | Uroš Kovačević          | 06.05.1993 (28) | 197         | Beijing Baic Motors      | P       |
| 3  | Milorad Kapur           | 05.03.1991 (30) | 181         | Helios Grizzlies Giesen  | L       |
| 6  | Nikola Peković          | 06.03.1990 (31) | 176         | SCM Zalău                | L       |
| 8  | Marko Ivović            | 22.12.1990 (30) | 194         | Lokomotiw Nowosybirsk    | P       |
| 7  | Petar Krsmanović        | 01.06.1990 (30) | 206         | Kuzbass Kemerowo         | Ś       |
| 9  | Nikola Jovović          | 13.02.1992 (29) | 197         | Spacer's de Toulouse     | R       |
| 10 | Miran Kujundžić         | 19.06.1997 (23) | 196         | Paris Volley             | P       |
| 11 | Aleksa Batak            | 18.01.2000 (21) | 195         | Consar Rawenna           | R       |
| 12 | Pavle Perić             | 07.08.1998 (22) | 207         | OK Vojvodina Nowy Sad    | P       |
| 13 | Stevan Simić            | 21.03.1996 (25) | 201         | OK Vojvodina Nowy Sad    | Ś       |
| 14 | Aleksandar Atanasijević | 04.09.1991 (30) | 200         | Sir Safety Conad Perugia | A       |
| 16 | Dražen Luburić          | 02.11.1993 (27) | 202         | Lokomotiw Nowosybirsk    | A       |
| 18 | Marko Podraščanin       | 29.08.1987 (33) | 204         | Itas Trentino            | Ś       |
| 20 | Srećko Lisinac          | 17.05.1992 (29) | 205         | Itas Trentino            | Ś       |
| 21 | Vuk Todorović           | 23.04.1998 (23) | 190         | OK Vojvodina Nowy Sad    | R       |
| 23 | Božidar Vučićević       | 09.12.1998 (22) | 205         | ACH Volley Lublana       | A       |
| 26 | Davide Kovač            | 19.11.1999 (21) | 196         | Spartak Subotica         | P       |

## Słowenia
Trener: Alberto Giuliani
Asystent: Alfredo Martilotti
| Nr | Imię i nazwisko | Data urodzenia  | Wzrost (cm) | Klub                    | Pozycja |
| -- | --------------- | --------------- | ----------- | ----------------------- | ------- |
| 1  | Tonček Štern    | 14.11.1995 (25) | 198         | Kioene Padwa            | A       |
| 2  | Alen Pajenk     | 23.04.1986 (35) | 203         | Stade Poitevin Poitiers | Ś       |
| 3  | Gregor Pernuš   | 16.07.1999 (21) | 198         | ACH Volley Lublana      | R       |
| 4  | Jan Kozamernik  | 24.12.1995 (25) | 204         | Allianz Milano          | Ś       |
| 5  | Alen Šket       | 28.03.1988 (33) | 204         | Merkur Maribor          | P       |
| 6  | Mitja Gasparini | 26.06.1984 (36) | 201         | Calcit Kamnik           | A       |
| 9  | Dejan Vinčić    | 15.09.1986 (36) | 202         | VfB Friedrichshafen     | R       |
| 10 | Sašo Štalekar   | 03.05.1996 (25) | 214         | Calcit Kamnik           | Ś       |
| 11 | Žiga Štern      | 02.01.1994 (27) | 193         | AO Foinikas Syros       | P       |
| 12 | Jan Klobučar    | 11.12.1992 (28) | 195         | Calcit Kamnik           | P       |
| 13 | Jani Kovačič    | 14.06.1992 (28) | 185         | Consar Rawenna          | L       |
| 15 | Matic Videčnik  | 31.07.1993 (27) | 203         | ACH Volley Lublana      | Ś       |
| 16 | Gregor Ropret   | 01.03.1989 (32) | 192         | ACH Volley Lublana      | R       |
| 17 | Tine Urnaut     | 03.09.1988 (32) | 201         | Allianz Milano          | P       |
| 18 | Klemen Čebulj   | 21.02.1992 (29) | 202         | Asseco Resovia Rzeszów  | P       |
| 19 | Rok Možič       | 17.01.2002 (19) | 200         | Merkur Maribor          | P       |

## Stany Zjednoczone
Trener: John Speraw
Asystent:
| Nr | Imię i nazwisko    | Data urodzenia (wiek) | Wzrost (cm) | Klub                               | Pozycja |
| -- | ------------------ | --------------------- | ----------- | ---------------------------------- | ------- |
| 1  | Matthew Anderson   | 18.04.1987 (34)       | 202         | Fudan University Shanghai          | A       |
| 3  | Taylor Sander      | 17.03.1992 (29)       | 196         | PGE Skra Bełchatów                 | P       |
| 4  | Jeffrey Jendryk    | 15.09.1995 (25)       | 208         | Asseco Resovia Rzeszów             | Ś       |
| 5  | Kyle Ensing        | 06.03.1997 (24)       | 201         | Maccabi Tel Awiw                   | A       |
| 6  | Mitchell Stahl     | 31.08.1994 (26)       | 203         | Greenyard Maaseik                  | Ś       |
| 7  | Kawika Shoji       | 11.11.1987 (33)       | 190         | Kioene Padwa                       | R       |
| 8  | Torey Defalco      | 10.04.1997 (24)       | 198         | Tonno Callipo Vibo Valentia        | P       |
| 9  | Jake Hanes         | 03.09.1997 (23)       | 213         | Arago de Sète                      | A       |
| 11 | Micah Christenson  | 08.05.1993 (28)       | 198         | Leo Shoes Modena                   | R       |
| 12 | Maxwell Holt       | 12.03.1987 (34)       | 205         | Vero Volley Monza                  | Ś       |
| 13 | Benjamin Patch     | 21.06.1994 (26)       | 203         | Berlin Recycling Volleys           | A       |
| 15 | Brenden Sander     | 22.12.1995 (25)       | 193         | Cerrad Enea Czarni Radom           | P       |
| 16 | Joshua Tuaniga     | 18.03.1997 (24)       | 191         | Ślepsk Suwałki                     | R       |
| 17 | Thomas Jaeschke    | 04.09.1993 (27)       | 200         | NBV Werona                         | P       |
| 18 | Garrett Muagututia | 26.02.1988 (33)       | 205         | Aluron Virtu CMC Zawiercie         | P       |
| 19 | Taylor Averill     | 05.03.192 (29)        | 201         | AS Cannes VB                       | Ś       |
| 20 | David Smith        | 15.05.1985 (36)       | 201         | Grupa Azoty ZAKSA Kędzierzyn-Koźle | Ś       |
| 21 | Dustin Watten      | 27.10.1986 (34)       | 183         | GKS Katowice                       | L       |
| 22 | Erik Shoji         | 24.08.1989 (31)       | 184         | Fakieł Nowy Urengoj                | L       |

## Włochy
- Trener: Gianlorenzo Blengini
- Asystent: Antonio Valentini

| Nr | Imię i nazwisko        | Data urodzenia  | Wzrost (cm) | Klub                     | Pozycja |
| -- | ---------------------- | --------------- | ----------- | ------------------------ | ------- |
| 1  | Davide Gardini         | 11.02.1999 (22) | 203         | Brigham Young University | P       |
| 7  | Fabio Balaso           | 20.10.1995 (25) | 178         | Cucine Lube Civitanova   | L       |
| 11 | Gianluca Galassi       | 24.07.1997 (23) | 201         | Vero Volley Monza        | Ś       |
| 15 | Riccardo Sbertoli      | 23.05.1998 (23) | 188         | Allianz Milano           | R       |
| 18 | Alessandro Michieletto | 05.12.2001 (20) | 205         | Itas Trentino            | P       |
| 20 | Gabriele Nelli         | 04.12.1993 (27) | 210         | Biełogorje Biełgorod     | A       |
| 21 | Luca Spirito           | 30.10.1993 (27) | 199         | NBV Werona               | R       |
| 23 | Giulio Pinali          | 02.04.1997 (24) | 199         | Consar Rawenna           | A       |
| 24 | Oreste Cavuto          | 05.12.1996 (24) | 196         | Top Volley Cisterna      | P       |
| 26 | Lorenzo Cortesia       | 26.07.1999 (21) | 202         | Itas Trentino            | Ś       |
| 28 | Francesco Recine       | 07.02.1999 (22) | 185         | Consar Rawenna           | P       |
| 29 | Mattia Bottolo         | 03.01.2000 (21) | 196         | Kioene Padwa             | P       |
| 30 | Leandro Ausibio Mosca  | 05.09.2000 (20) | 209         | Allianz Milano           | Ś       |
| 31 | Filippo Federici       | 26.12.2000 (20) | 182         | Vero Volley Monza        | L       |